# Rosenthal (przystanek kolejowy)
Rosenthal – zlikwidowany przystanek osobowy w Rosenthal na linii kolejowej nr 290 Mikułowa – Bogatynia, w kraju związkowym Saksonia, w Niemczech.